# 由木康
由木 康（ゆうき こう、1896年4月16日 - 1985年1月27日）は、日本の牧師、讃美歌作家。日本の讃美歌の発展の中心的な役割を果たし、賛美歌「きよしこの夜」の訳者として知られる。パスカルの研究家で「パンセ」を翻訳した。教育者・郷土史研究者足立正の次男。

## 生涯
鳥取県西伯郡上道村（現境港市）に足立正の次男として生まれ、生後間もなく由木虎松の養子になる。
養父虎松の宣教活動のために、鹿児島、神戸、対馬などに転居する。養父の影響を受けてクリスチャンになり、神戸二中時代に洗礼を受ける。洗礼を受けてすぐの中学3年の時、すでに最初の賛美歌を作った。1914年、死の危険に直面して献身を決意する。関西学院高等学部文科（関西学院大学文学部の前身）で聖書学と神学を専攻する。在学時代に「日曜学校唱歌集」を出版している。
1917年に関西学院を卒業すると、神戸聖書学校に入学する。1919年に起きた第一回目のホーリネス・リバイバルの時に聖潔の友に寄稿した。
1921年、東京二葉独立教会の牧師になる。1923年、由木は近代神学の影響を受けて、イエス・キリストの神性について思い悩んだ結果、キリストの神性が人性に包まれて、輝いているという確信に到達した。そのことにより、「馬槽（まぶね）のなかに」という賛美歌を作詞した。それが、1931年（昭和6年）版の讃美歌に収録されて、伝道会やクリスマスでよく歌われる賛美歌になった。昭和6年版『讃美歌』の改訂の中心的な役割を果たす。
1939年には母校である関西学院大学の第2校歌と呼ばれる「校歌・緑濃き甲山」の作詞も行っている。
青山学院大学文学部神学科、東京女子大学、フェリス女学院短期大学などで、聖歌学を講義した。1951年、讃美歌の改訂委員の委員長に選ばれ、1954年版讃美歌改訂を指導した。生涯に100曲以上の賛美歌を作詞して日本の讃美歌の発展に大きく貢献した。1966年にキリスト教功労者を受賞。

## 著書
- 『神への巡礼』全人社、1926
- 『聖悦に輝く人々』新生堂、1928
- 『イエス伝詩画集』日曜世界社、1929
- 『イエスの種々相』新生堂、1929
- 『讃美歌小史』基督教教程叢書 日独書院邦文部、1932
- 『竪琴 讃美歌集』日独書院、1936
- 『基督教礼拝学序説』基督教教程叢書 日独書院、1936
- 『パスカル伝』白水社、1942
- 『ローランの角笛』教文館、1943
- 『幸福への道』愛育社文化叢書 1946
- 『讃美歌の話』新日本建設叢書：日本基督教団出版事業部、1947
- 『パスカル探求』日本社、1948
- 『讃美歌の歴史』木水社、1948
- 『イエスの幸福観 キリスト教入門』日本基督教団出版部、1956
- 『ダビデ王物語』川島はるよ 絵、「聖書少年文庫」新教出版社、1957
- 『キリスト教の基本線』日本基督教団出版部、1959
- 『パスカル』「人と思想シリーズ」日本基督教団出版部、1960
- 『礼拝学概論』新教出版社、1961
- 『キリスト者の生き方 ペテロの第一の手紙に学ぶ』日本基督教団出版部、1964
- 『パスカルとの出会い』日本YMCA同盟出版部、1968
- 『神の前に立つ人間 講解・ローマ人への手紙』日本YMCA同盟出版部、1970
- 『日本人とキリスト教』春秋社、1972
- 『キリスト教新講 イエスから現代神学へ』中公新書、1975
- 『讃美の詩と音楽』教文館、1975
- 『出会いから出会いへ ある牧師の自画像』教文館、1976
- 『キリストを知る ピリピ人への手紙講解説教』ヨルダン社、1977.12
- 『私の内村鑑三論』教文館、1978.1
- 『私のパスカル体験』春秋社、1981.9
- 『この人を見よ 福音・思想・文化 主題説教集』キリスト新聞社、1984.11
- 『イエス・キリストを語る ヨハネ伝講解』講談社学術文庫、1997.11

### 共編著
- 『聖歌』編著、新生堂、1927
- 『キリスト教の五つの古典』編、コギト社、1948
- 『讃美歌委員会史』編著、日本基督教団讃美歌委員会、1965
- 『古い歌・新しい歌』小泉功共編、日本基督教団出版局、1979.5
- 『東中野教会百年の歩み 1910～2010』織田信行共著、同・創立百年記念事業委員会 編纂：日本基督教団東中野教会、2011.2

### 翻訳
- レオン・ブランシユヴイツク『パスカル「パンセ」序説』直方敏共訳　基督教叢書 長崎書店、1935
- 『降誕祭独唱聖曲集』津川主一共編、教会音楽社、1937
- 『パスカル小品集』白水社、1938、のち人文書院「全集」
- ドロシー・マーガレット・イーストウッド『パスカル復興』白水社、1939
- 『パスカル書簡集』松浪信三郎共訳、白水社、1942
- 『パスカル冥想録　パンセ』「仏蘭西古典文庫」白水社、1943-48、のち新版多数
  - 別版『パンセ』前田陽一共訳、中公文庫、1973、改版2018
- ヘーラルト・フロート『基督に倣ひて イミタチオ・クリスチ』日本文庫 日本社、1948、のち角川文庫
  - 別版『キリストにならいて　イミタチオ・クリスチ』 教文館、1973、新版2002ほか
- パスカル『キリスト小伝』新教出版社、1951
- オスカー・クルマン『原始キリスト教と礼拝』佐竹明共訳、聖書学叢書 新教出版社、1957
- オスカー・クルマン『原始教会の信仰告白』聖書学叢書 新教出版社、1957